# روبرتا مک‌کین
روبرتا رایت مک‌کین (به انگلیسی: Roberta Wright McCain) (زادهٔ ۷ فوریه ۱۹۱۲ – درگذشتهٔ ۱۲ اکتبر ۲۰۲۰) همسر آدمیرال جان اس. مک‌کین جونیور و مادر سناتور درگذشته و کاندیدای سابق ریاست‌جمهوری ایالات متحده آمریکا جان سیدنی مک‌کین سوم بود.
روبرتا مک‌کین در ۱۲ اکتبر ۲۰۲۰، در سن ۱۰۸ سالگی درگذشت.